# Gino Callegari
Gino Ferrer Callegari (Padova, 14 aprile 1911 – Genova, 14 aprile 1954) è stato un calciatore italiano che ha giocato nel ruolo di mediano.
Venne soprannominato "L'anarchico", "Caliga" e "polegrina" ovvero in genovese l'equivalente di "varechina" ipoclorito sodico.

## Carriera
Comincia a giocare a calcio ragazzino, 15 anni, nella sua Padova con il gruppo sportivo “Tito Fumeri” nel campionato regionale allievi. 
A sedici anni, fuso il suo gruppo col Padova, passa a giocare nel campionato regionale del Triveneto nella squadra riserve.
A diciassette anni, nel 1928, esordisce col Padova nella partita contro il Torino, allora campione d'Italia.

Callegari alla Roma

Viene trasferito alla Roma per la durata del servizio militare nella stagione 1933-34, al termine del quale viene acquistato dalla Sampierdarenese (nota come Liguria dal 1937). Giocherà a Genova fino alla fine della guerra, tranne che per la stagione 1936-37, per la quale viene dato in prestito alla Lucchese, anch'essa militante all'epoca in serie A.
In occasione della prima partita di campionato della Roma, il capitano Bernardini presenta ogni giocatore allineato sul campo al duce per una stretta di mano; giunto a Callegari il duce esclamò: “Ah! L'anarchico” passando oltre. Questo suo pensiero social-politico gli precluse ogni convocazione in nazionale per l'intera carriera.
Nel 1945 era nella rosa del Genova 1893 che partecipò alla Coppa Città di Genova che nei primi mesi di quell'anno sostituì il normale campionato a causa degli eventi bellici che sconvolgevano l'Europa in quel periodo. La competizione fu vinta dai rossoblù che sorpassarono all'ultima giornata i rivali del Liguria; a Callegari ed a ciascun vincitore della competizione furono date in premio 20.000 lire dal futuro presidente rossoblu Antonio Lorenzo.
Nel 1945 passa all'Entella di Chiavari dove esplica la doppia mansione di giocatore-allenatore. Ottenuta l'abilitazione quale allenatore si trasferisce all'A.C. Pontedecimo dove la sua opera è stata riconosciuta con il conferimento di una medaglia d'oro.
Muore di leucemia nel giorno del suo 43º compleanno, all'Ospedale di Sampierdarena.
Ha totalizzato complessivamente 197 presenze e 12 reti in Serie A a girone unico.

## Palmarès

### Giocatore

#### Competizioni nazionali
- Serie B: 1

Liguria: 1940-1941

#### Competizioni regionali
- Coppa Città di Genova: 1

Genova 1893: 1945